# Selección de baloncesto de El Salvador
La selección de baloncesto de El Salvador es el equipo formado por jugadores de nacionalidad salvadoreña que representa a la Federación Salvadoreña de Baloncesto en las competiciones internacionales organizadas por la Federación Internacional de Baloncesto (FIBA) o el Comité Olímpico Internacional (COI): los Juegos Olímpicos, la Copa Mundial de Baloncesto y el Campeonato FIBA Américas.

## Historia
El 20 de abril de 2021, después de cinco días de juego, El Salvador avanzó a la segunda ronda de clasificación para la Copa Mundial de Baloncesto FIBA 2023. La semana de juegos se jugó en el Gimnasio Nacional José Adolfo Pineda de la ciudad de San Salvador.
Los anfitriones consiguieron una victoria por 68-66 sobre Jamaica, un partido en el que una derrota habría significado la eliminación. Un triple de José Araujo, faltando 49 segundos para el final, selló el triunfo para El Salvador.
El pívot Ronnie Aguilar fue crucial en defensa, ya que bloqueó a Kevin Foster al final del partido y evitó el empate en el marcador. Jamaica estuvo cerca de 67–66. Aguilar fue enviado a la línea de tiros libres y solo acertó el segundo tiro faltando dos segundos en el reloj. Jamaica se quedó sin tiempos muertos y se le acabó el tiempo para disparar.
La celebración no se hizo esperar entre jugadores y aficionados. Roberto Martínez fue el líder ofensivo de El Salvador con 19 puntos. Aguilar y Araujo sumaron 11 cada uno. Jamaica fue liderada por Omari Johnson con 18 puntos y Marcel Robinson con 12 puntos.

## Historial

### Copa Mundial
Resultado General: No ocupa puesto
| Copa Mundial de Baloncesto |
| --- |
| - 1950: No calificó - 1954: No calificó - 1959: No calificó - 1963: No calificó - 1967: No calificó - 1970: No calificó - 1974: No calificó - 1978: No calificó - 1982: No calificó - 1986: No calificó - 1990: No calificó - 1994: No calificó - 1998: No calificó - 2002: No calificó - 2006: No calificó - 2010: No calificó - 2014: No calificó - 2019: No calificó - 2023: No calificó - 2027: TBD |

### Juegos Olímpicos
| Baloncesto en los Juegos Olímpicos |
| --- |
| - Berlín 1936: No calificó - Londres 1948: No calificó - Helsinki 1952: No calificó - Melbourne 1956: No calificó - Roma 1960: No calificó - Tokio 1964: No calificó - México 1968: No calificó - Múnich 1972: No calificó - Montreal 1976: No calificó - Moscú 1980: No calificó - Los Ángeles 1984: No calificó - Seúl 1988: No calificó - Barcelona 1992: No calificó - Atlanta 1996: No calificó - Sídney 2000: No calificó - Atenas 2004: No calificó - Pekín 2008: No calificó - Londres 2012: No calificó - Río 2016: No calificó - Tokio 2020: No calificó - París 2024: No calificó |

### Campeonato FIBA Américas
| - 1980: No calificó - 1984: No calificó - 1988: No calificó - 1989: No calificó - 1992: No calificó - 1993: No calificó - 1995: No calificó - 1997: No calificó - 1999: No calificó - 2001: No calificó - 2003: No calificó - 2005: No calificó - 2007: No calificó - 2009: No calificó - 2011: No calificó - 2013: No calificó - 2015: No calificó - 2017: No calificó - 2022: No calificó - 2025: ? |

### Centrobasket
| - 1965: No calificó - 1967: 5° Lugar - 1969: No calificó - 1971: 5° Lugar - 1973: No calificó - 1975: 8° Lugar - 1977: 5° Lugar - 1981: No calificó - 1985: 7° Lugar - 1987: No calificó - 1989: 10° Lugar - 1991: No calificó - 1993: No calificó - 1995: No calificó - 1997: 7° Lugar - 1999: No calificó - 2001: No calificó - 2003: No calificó - 2004: No calificó - 2006: No calificó - 2008: 7° Lugar - 2010: No calificó - 2012: No calificó - 2014: 10° Lugar - 2016: No calificó |

## Palmarés
- Campeonato FIBA COCABA:
  -  Subcampeón (1): 2013
  -  Tercer lugar (2): 2004, 2007

- Juegos Centroamericanos y del Caribe:
  -   Campeón (1): 1959